# تصميم عنفة الرياح

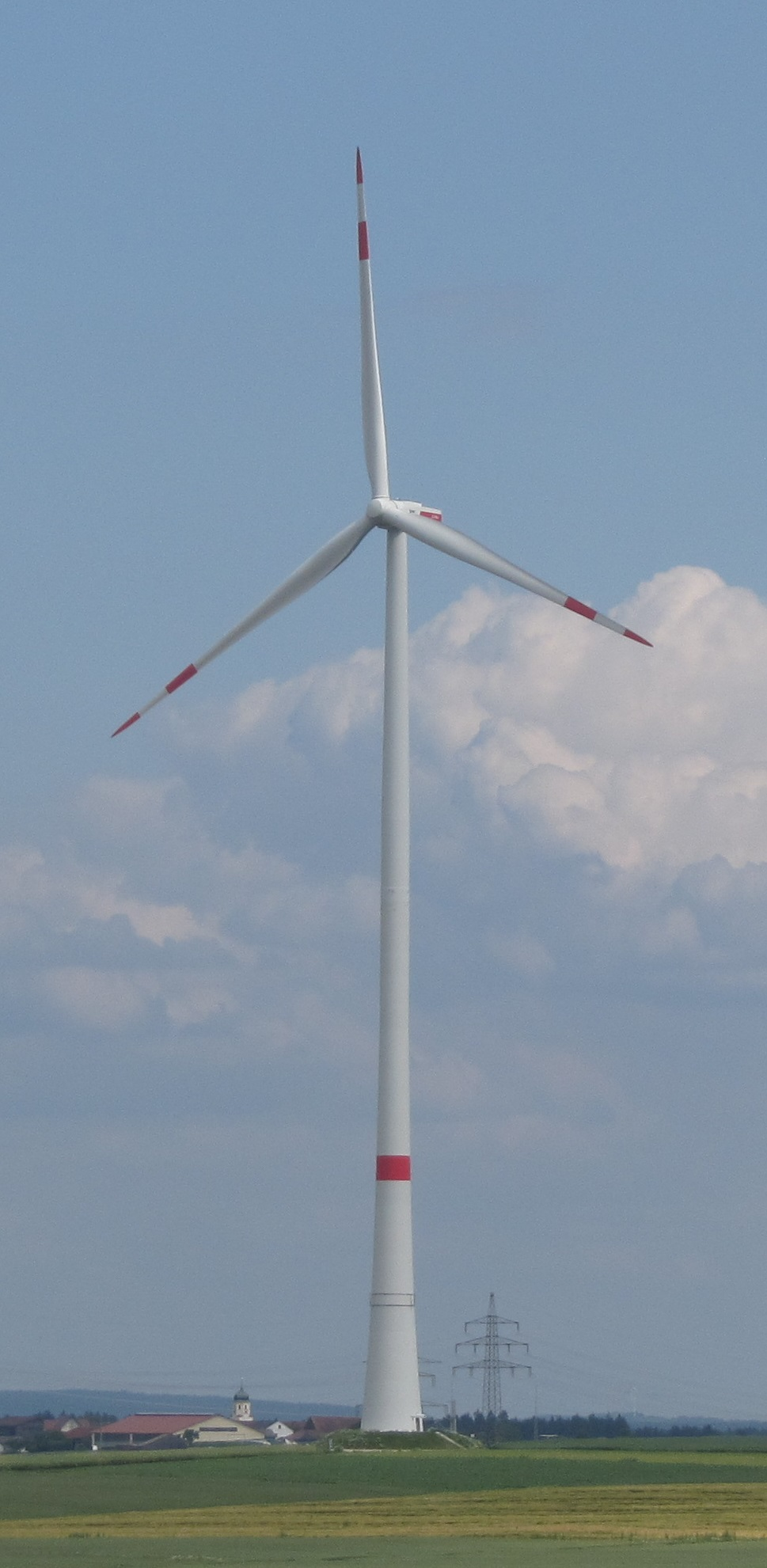
عنفات الرياح ذات الشفرات الثلاثة على التصميم الكلاسيكي لعنفات الرياح الحديثة.

- مكونات عنفات الرياح تشمل من رقم واحد إلى 13 تصاعديا: - الأساس.
- موصل بالشبكة الكهربائية.
- البرج.
- سلم الوصول.
- متحكم في اتجاه الرياح (متحكم في الانعراج).
- باسنة.
- المولد.
- مقياس شدة الريح.
- الفرامل الكهربائية أو الميكانيكية.
- علبة التروس.
- شفرة الدوار.
- متحكم ميل الشفرة.
- محور الدوار.

تصميم عنفات الرياح هو كيفية جعلها تبدو وتعمل بطريقة تساعدها على الحصول على الطاقة من الرياح. هذه العملية تشمل تحديد الشكل والتكوين الذي يسمح للعنفات بالتقاط أكبر قدر ممكن من الرياح وتحويلها إلى طاقة قابلة للاستخدام. الهدف من التصميم هو جعل هذه المروحة تلتقط أكبر قدر من الرياح وتستفيد منها، يتم تحقيق ذلك من خلال اختيار شكل وموقع شفرات العنفة وتحديد زواياها بطريقة تسمح لها بالتقاط الرياح بأقصى كفاءة ممكنة.  مثل أجنحة الطائرة التي تتحرك مع الرياح وتستغل القوة الهوائية لتحريك الطائرة. تختلف تصميمات عنفات الرياح باختلاف الشركات المصنعة والمواقع والأهداف . 
لتوضيح المعنى المذكور، نقوم بتعريف التركيب المتكون من مجموعة من الأنظمة التي تعمل معًا لالتقاط طاقة الرياح وتحويلها إلى طاقة كهربائية يمكننا استخدامها. التركيب يشمل عدة أجزاء وأنظمة مهمة.
أولاً، لدينا نظام يسمى "العنفة" الذي يعمل على التقاط الرياح وتحويل حركتها إلى حركة دوران للعنفة.
ثم، هناك نظام يعمل على توجيه العنفة إلى الريح الذي يساعد في تحديد اتجاه الريح لضمان أن العنفة يعمل بأفضل طريقة ممكنة.
بعد ذلك، يوجد نظام يعمل على تحويل الدوران الميكانيكي إلى طاقة كهربائية وهذا يعني أنه يتم تحويل حركة الدوران التي ينتجها العنفة إلى طاقة كهربائية تستخدم لتشغيل الأجهزة الكهربائية.
أيضًا، لدينا أنظمة أخرى مهمة تشمل بدء وإيقاف العنفة والتحكم في سرعته وعمله.
في عام 1919، قام الفيزيائي الألماني ألبرت بيتز بعمل بحث حول آلة خيالية تستخدم لاستخلاص طاقة الرياح. اكتشف أنه وفقًا لقوانين الفيزياء الأساسية، لا يمكن الحصول على أكثر من 16/27 (59.3٪) من طاقة الرياح الحركية.
يمكن أن يكون الأمر مثل الحصول على نصيب من المجموع. لنفترض أن هناك 27 طاقة رياح، فلا يمكن لأي جهاز أن يستعمل أكثر من 16 طاقة. يعني هذا أنه حتى لو كانت هناك المزيد من طاقة الرياح، يجب أن يعمل العنفة على ضمان الحد الأقصى دون أن يستعمل جهدا زائدا دون فائدة.
وعلى الرغم من أن القانون يحدد هذا الحد الأقصى للاستفادة من طاقة الرياح بنسبة 59 بالمئة، إلا أن التصميمات الحديثة للعنفات الرياح تستطيع الاستفادة من 70 إلى 80٪ من هذا الحد أي بنسبة 41 الى 47 بالمئة من القدرة الإجمالية المفترضة الرياح على انتاج طاقة كهربائية . وهذه هي أفضل تخطيطات اليوم لجمع أكبر عدد ممكن من الطاقة النظرية للحركة الهوائية، حيث يمكن لبعض العنفات أن يجمعوا ما يقرب من 70 إلى 80٪ من الطاقة المتاحة من ما توقعته نظرية بيتز.
بالإضافة إلى الشفرات التي تدور بفعل الرياح، هناك أجزاء أخرى مهمة يجب مراعاتها في تصميم نظام طاقة الرياح. يشمل ذلك المحور الذي يسمح للعنفة بالدوران وأدوات التحكم التي تساعد في ضبط سرعة العنفة. بالإضافة إلى ذلك، يحتاج النظام إلى مولد كهربائي يحول الحركة الميكانيكية للعنفة إلى طاقة كهربائية. كما يجب أن يتم توفير هيكل داعم قوي وأساس متين لتثبيت العنفة. وأخيرًا، يجب أن يتم توصيل العنفات بشبكات الطاقة الكهربائية لتوزيع الطاقة الناتجة على المنازل والمباني والمصانع وغيرها.

## علم الديناميكا الهوائية
لتفهم كيفية عمل عنفات الرياح، يجب أن نتحدث عن شيء يسمى "الديناميكا الهوائية". هذا العلم يهتم بدراسة كيف يتفاعل الهواء مع الأجسام المتحركة في الهواء، مثل شفرات العنفات. عندما نصمم شفرة لعنفة الرياح، نريد أن نتأكد من أنها تجمع أكبر قدر ممكن من الطاقة من الرياح بكفاءة. لذلك، نقوم بتحديد شكل وأبعاد الشفرة بناءً على كيفية تفاعلها مع الهواء. يجب أن تكون الشفرة قوية بما فيه الكفاية للتحمل ومقاومة القوى المؤثرة عليها أثناء الدوران. هذا يساعدنا على ضمان أن عنفة الرياح ستعمل بكفاءة وستستخدم الهواء بشكل فعال لإنتاج الطاقة.
إذا كانت الشفرة (أو الجناح) طويلة ورفيعة بشكل مناسب، فإن الهواء سيعبر عليها بسلاسة وسيخلق قوة تساعد على إنسابية حركتها مع الهواء. وإذا كانت الشفرة قوية بما يكفي، فإنها ستتحمل الرياح القوية دون أن تتكسر. إن تحقيق التوازن المثالي بين جمع الطاقة ومقاومة القوى الهوائية المؤثرة و غير الهوائية كذلك يساعدنا في تصميم عنفات الرياح التي تعمل بكفاءة وتستمر في العمل لفترة طويلة.

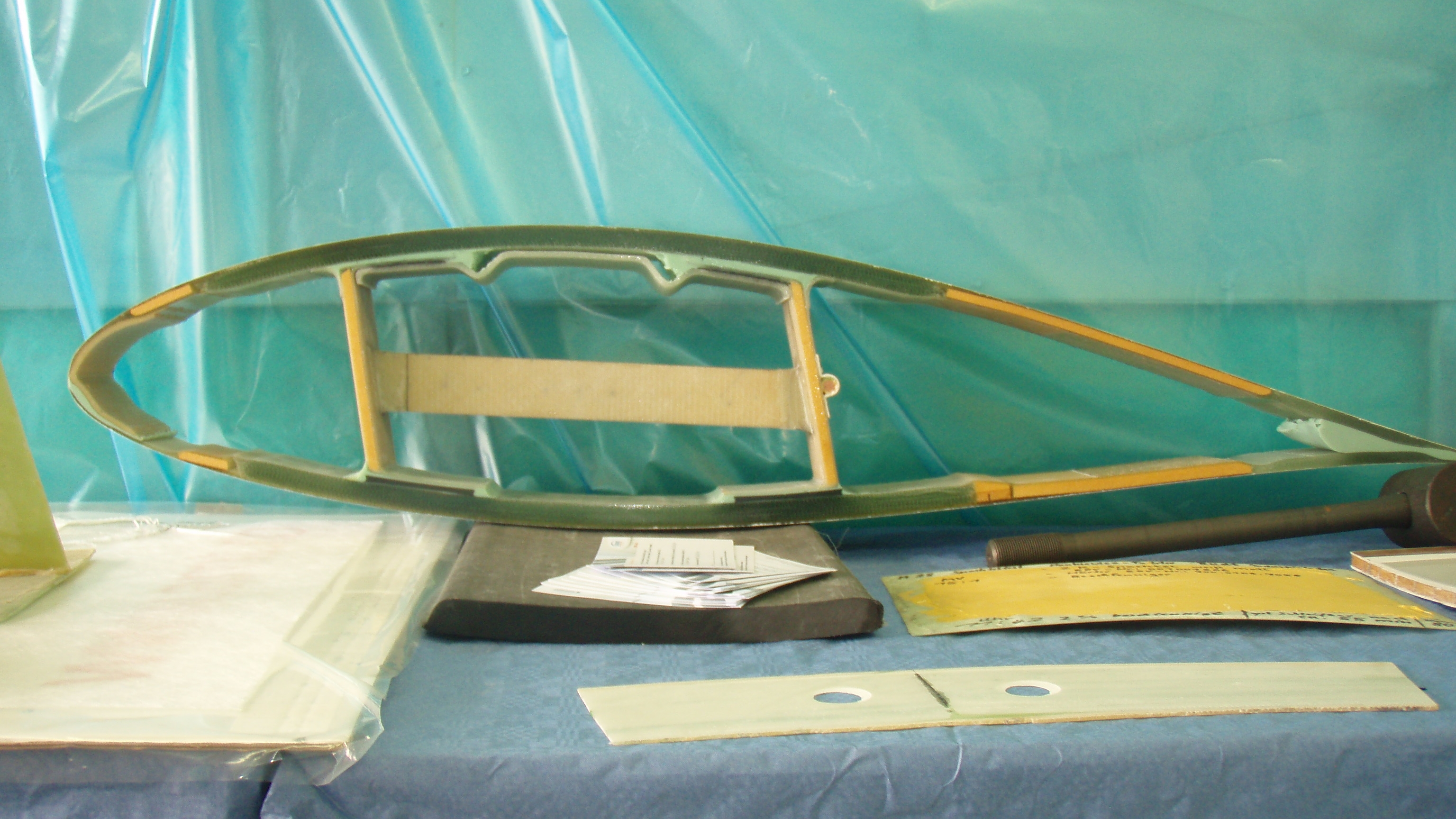
الشكل الأساسي الشفرات الموجودة على عنفات الرياح و يسمى ملف التعريف. قد تحتوي نماذج عنفات الرياح المختلفة على ملفات تعريف مختلفة اعتمادًا على عوامل مثل سرعة الرياح وحجم العنفة مقدار الطاقة المطلوب.

فهم الديناميكا الهوائية لعنفات الرياح صعب بعض الشيء. يتدفق الهواء بشكل مختلف حول الشفرات و بشكل مختلف عن العنفة و تعمل الشفرات على تشتيت موجات الهواء المحيطة بها أيضًا. تلك الظواهر الهوائية الفريدة تعمل على تدوير الشفرات واستخلاص الطاقة من الرياح. تعتبر هذه الظواهر الديناميكية الهوائية التي تحدث على سطح الدوار (الجزء الدوار مع الشفرات) فريدة تمامًا ولا تُرى بشكل شائع في مجالات الديناميكا الهوائية الأخرى. يدرس العلماء والمهندسون هذه الظواهر لفهم كيفية عمل عنفات الرياح بشكل أفضل وتحسين كفاءتها.

## التحكم في الطاقة
لكي تنتج عنفات الرياح الطاقة بكفاءة، يجب أن نتحكم في سرعة دورانها ونحافظ على أجزائها ضمن نطاقات سرعة وقوة معينة. عندما تدور الشفرات بسرعة أعلى، يزداد تأثير القوة المركزية التي تؤثر على الشفرات. ولذلك، يجب أن تكون العنفات قوية ومتحملة لتحمل قوة الرياح العالية مثل هبوب الرياح القوية. إذا زادت سرعة الرياح بمقدار واحد، فإن الطاقة التي يمكن استخلاصها تزيد بمقدار ثلاثة.
عند استخدام عنفات الرياح، يجب أن تتولد الطاقة عند سرعة الرياح المناسبة. هناك حد أعلى لسرعة الرياح التي يمكن للعنفات التعامل معها بأمان. على سبيل المثال، لو كان لدينا عنفة تعمل عند سرعة الرياح 4 متر في الثانية، فإذا زادت سرعة الرياح عن هذا الحد، يجب أن تتوقف العنفة عن توليد الطاقة أو تعمل بطاقة محدودة لتجنب التلف أو الأضرار. 
في نظام التحكم، يتكون من ثلاثة أجزاء رئيسية. الجزء الأول هو أجهزة الاستشعار التي تقوم بقياس البيانات حول كيفية عمل النظام. مثلاً، يمكن أن يكون لدينا جهاز استشعار لقياس مثل لقياس اتجاه و سرعة حركة الرياح.
ثم يأتي الجزء الثاني وهو المشغلات. تقوم المشغلات بمعالجة البيانات التي تم جمعها من الاستشعار، وتتخذ القرارات بناءً على هذه البيانات. مثلاً، إذا تغير إتجاه حركة الرياح ، فإن المشغل قد يقوم بتشغيل نظام التحكم في اتجاه الرياح.
وأخيرًا، يأتي الجزء الثالث وهو خوارزميات التحكم. تستخدم خوارزميات التحكم المعلومات التي تم جمعها من الاستشعار وتم معالجتها بواسطة المشغلات لتنظيم عمل النظام بشكل مناسب. مثلاً، إذا كان هناك ارتفاع في سرعة الرياح، فإن خوارزمية التحكم يمكنها أن تقوم بتعديل مقياس شدة الريح للحفاظ على حركة الشفرات في النطاق المطلوب.
باستخدام هذه العناصر الثلاثة، يتم التحكم في أداء النظام بشكل فعال وتنسيق عمل كل المكونات معًا. 
إذا كانت سرعة الرياح أعلى من سرعة البقاء، فإنها يمكن أن تتسبب في تلف العنفة. سرعة البقاء هي السرعة التي يمكن للعنفة أن يتحملها دون أن يتعرض للضرر. في حالة عنفات الرياح التجارية، تتراوح سرعة البقاء عادة بين 40 مترًا في الثانية و72 مترًا في الثانية. بعض العنفات تستطيع العمل بأمان مع سرعة رياح بمقدار 80 متر في الثانية (290 كم/س؛ 180 ميل/س) . 

### الإنهيار
عندما نتحدث عن "الإنهيار" في سياق الهندسة والطيران، فإننا نشير إلى ظاهرة معينة تحدث في أجنحة الطائرات والعنفات وغيرها. عندما يحدث إنهيار، يفقد الجناح أو الشفرة القدرة على إنتاج الرفعة اللازمة للطيران أو توليد القوة في حالة العنفات. هذا يحدث عندما يكون زاوية المواجهة للجناح أو الشفرة أكبر من الزاوية المثلى، مما يؤدي إلى فصل التدفق الهوائي وتشتته، وبالتالي فقدان الرفعة أو القوة. يشبه الأمر محاولة إطلاق طائرة ورقية في الهواء بشكل مائل للغاية، مما يؤدي الى فقدان الطائرة القدرة على الطيران ثم تسقط.
يحدث الإنهاير على الجناح الحامل عندما يمر الهواء فوقه بطريقة تقل سرعة توليد الرفع . عادة ما يكون هذا بسبب زاوية مواجهة عالية (AOA) ، ولكن يمكن أن ينتج أيضًا عن تأثيرات ديناميكية . قد تم تصميم شفرات العنفات بطريقة تسمح لها بالتوقف عن الدوران عندما تكون سرعة الرياح مرتفعة جدًا. هذا التوقف في الدوران يحدث لأنه في حالة وجود سرعات رياح عالية، يمكن أن يتعرض العنفة لقوات كبيرة تؤثر على شفراته. ولحماية العنفة وضمان سلامته، يتم تصميم الشفرات بحيث تتوقف عن الدوران عندما تكون الرياح قوية جدًا.
هذه آلية بسيطة وآمنة تساعد في منع الضرر. ومع ذلك، على عكس الأنظمة التي يتم التحكم في ميلها بطريقة ديناميكية، لا يمكن لهذه الآلية أن تولد قدرة ثابتة عند مجموعة واسعة من سرعات الرياح، وهذا يجعلها غير مناسبة لتطبيقات شبكة الطاقة على نطاق واسع.
لأن هذه العنفات لا يمكن أن تعمل بكفاءة ثابتة في جميع الأوقات، فهو يعتمد على شدة الرياح. في الأيام أو في الأوقات التي تكون فيها شدة الرياح ضعيفًة، فإن الأداء العام للتوريبنات هذه تتأثر. هذا يعني أنه قد لا يكون مناسبًا للاعتماد عليه في تشغيل شبكة كهربائية كبيرة.
هذه آلية بسيطة وآمنة من الفشل للمساعدة في منع الضرر. لكن لا يمكنها إنتاج خرج طاقة ثابت على نطاق كبير من سرعات الرياح ، مما يجعلها أقل ملاءمة لتطبيقات شبكة الطاقة على نطاق واسع. 
عندما يكون لدينا مولد رياح هوائي ذو محور أفقي (HAWT)، فإن سرعته الثابتة يعني أن زاوية مواجهة شفراته تزداد عند زيادة سرعة الرياح مع زيادة سرعة دوران الشفرات. لذلك، الاستراتيجية الطبيعية هنا هي السماح للشفرات بالتوقف عندما تزيد سرعة الرياح عن حد معين. تم استخدام هذه التقنية بنجاح في العديد من مولدات الرياح ذات المحور الأفقي في البداية. ومع ذلك، يوجد عيب واحد محتمل، وهو أن زيادة زاوية ميل الشفرات قد تؤدي إلى زيادة مستويات الضوضاء.
لنفترض أن لدينا مروحة تعمل بالكهرباء ولها شفرات تدور. إذا زادت سرعة الهواء الذي يضرب الشفرات، فإن الشفرات ستتحرك بسرعة أكبر وبزاوية ميل أكبر. وعندما يكون الهواء سريعًا جدًا، فإن الشفرات يمكن أن تتوقف عن الدوران تمامًا لتجنب أي أضرار قد تحدث بسبب السرعة العالية. وهذا ما يحدث أيضًا في مولدات الرياح ذات المحور الأفقي، حيث يسمح للشفرات بالتوقف عندما تكون سرعة الرياح مرتفعة جدًا. ولكن، قد يكون لهذا النوع من الشفرات عيب واحد، وهو أنه يمكن أن يكون لديها مستويات عالية من الضوضاء عندما يتغير زاوية ميلها بشكل كبير.
يمكن استخدام مولدات الدوامة للتحكم في خصائص رفع الشفرة. إذا أردنا أن نتحكم في مدى قوة رفع الشفرة، يمكننا استخدام شيء يسمى "VGs"، وهي اختصار لـ "مولد الزوابع" باللغة الإنجليزية.
الـ VGs هي عبارة عن قطع صغيرة يمكن وضعها على الشفرة. إذا وضعناها على الجانب السفلي (المسطح) من الشفرة، فإنها تساعد في زيادة قوة الرفع. يمكن تخيلها مثل الصغيرات اللاصقة التي يمكنك وضعها على الأظافر لإضافة زخم وتأثير جميل. وبالتالي، إذا وضعنا الـ VGs بطريقة صحيحة على الجناح، فإنها تساعد في رفع الهواء بشكل أفضل وتزيد من كفاءة المروحة.
على الجانب الآخر، إذا وضعنا الـ VGs على الجانب العلوي (الحدبة العلوية) من الشفرة، فإنها تقلل من القوة الرفعية. يمكن أن نتخيلها مثل القطع اللاصقة على عجلات السيارة التي تستخدم لإبطاء السيارة في السباقات لمنعها من التغيير بسرعة كبيرة. وبالتالي، يمكن استخدام الـ VGs للتحكم في قوة الرفع للمروحة وتنظيم كيفية تأثيرها على الهواء.
لذلك يمكن وضع الـ VGs على الجانب السفلي لزيادة الرفع، أو على الجانب العلوي للحد من الرفع. (الحدبة الأعلى). 

### اللف
اللف هو عملية تقوم بها الشفرة في مروحة الرياح للتحكم في قوتها وحمايتها في حالة عاصفة رياح قوية. عندما تكون الرياح قوية جدًا، تكون العاصفة الهوجاء، يمكن أن تكون لها تأثير كبير على شفرات المروحة.
في هذه الحالة، اللف يعمل كحماية للشفرة. يتم تغيير زاوية مواجهة الشفرة، أي زاوية توجه الشفرة إلى الرياح، بحيث يتم تقليل مساحة سطح الشفرة المعرضة للهواء. يمكن تخيل ذلك عندما نمتد يدينا بشكل مسطح عندما نريد أن نمسك بشيء من الرياح القوية، سنجعل أيدينا تتحرك بزاوية صغيرة بدلاً من مدها بشكل كامل.
هدف اللف هو تقليل السحب، أي القوة التي تعمل عكس اتجاه الحركة، وتقليل المقطع العرضي للشفرة، أي المساحة التي تقطعها الشفرة عبر الهواء. بتقليل هذين العاملين، يمكن للشفرة أن تتحمل العواصف الرياح القوية بشكل أفضل دون أن تتعطل أو تتوقف.
واحدة من المشاكل الرئيسية التي تواجهها الشفرات في العواصف الرياحية هي أنها قد تتوقف تمامًا أو تدور بسرعة ضعيفة جدًا. وعندما تتوقف الشفرة تمامًا، فإن الهواء العاصف يضغط بقوة على حافة الشفرة وقد يتسبب في حدوث أضرار على هيكلها.
يمكن تقليل الأحمال عن طريق جعل النظام الهيكلي أكثر ليونة أو أكثر مرونة.  يمكن تحقيق ذلك باستخدام شفرات ذات تصميم خاص يسمح لها بالتكيف مع سرعات الرياح العالية. هناك طريقتان شائعتان للتحكم في سرعة الشفرات وتقليل زاوية هجومها في سرعات الرياح العالية.
الأولى هي استخدام شفرات منحنية تلتف بشكل طبيعي. عندما يكون الريح قوية، تلتف  بشكل أقوى، مما يقلل من زاوية هجومها. هذا يجعلها أكثر مرونة وتحملًا للرياح العاصفة.
الطريقة الثانية هي استخدام دوارات في اتجاه الرياح. المراوح العملاقة في مزارع الرياح. عندما تكون الرياح قوية، تبدأ المراوح في الدوران بسرعة لتقليل زاوية هجوم الشفرات والتأثير السلبي الذي يمكن أن يحدثه الهواء العاصف على الشفرات.
هذه الأنظمة ليست بسيطة مثل الأنظمة الخطية الأخرى، وتتطلب أدوات تصميم خاصة لجعل سلوكها غير الخطي و غير المنتظم نموذجيا.
عندما تكون الرياح قوية جدا فقد تكون مشكلة لأن الشفرات تحتاج إلى التحكم ، وهنا يأتي دور شيء يسمى "التحكم في درجة زاوية الميل المرجعية".
و التحكم في درجة زاوية الميل المرجعية يعني الضبط الدقيق لزاوية الشفرات للتأكد من أنها تعمل بشكل صحيح. يتم ذلك باستخدام جهاز يسمى "محرك النغمة". يمكن لهذا المحرك أن يغير زاوية الشفرات بدقة شديدة حتى عندما يكون هناك ضغط كبير عليها. تستخدم بعض عنفات الرياح أيضًا أنظمة هيدروليكية. تحتوي هذه الأنظمة على نوابض ، لذلك إذا فشلت الطاقة الهيدروليكية ، فلا يزال بإمكان الشفرات الدوران تلقائيًا.
هناك أيضًا عنفات رياح بها محركات كهربائية احتياطية لكل شفرة. لديهم بطارية في حالة انقطاع التيار الكهربائي من الشبكة. عادة ما تكون هذه العنفات أصغر ، وتولد أقل من 50 كيلوواط من الطاقة. يستخدمون أنظمة تعمل بقوة الطرد المركزي ، إما باستخدام أوزان أو تصميمات هندسية ذكية. بهذه الطريقة ، لا يحتاجون إلى أدوات تحكم كهربائية أو هيدروليكية.
لذلك ، باختصار ، تمتلك عنفات الرياح آليات للتحكم في زاوية ريشها ، إما باستخدام محركات الملعب ، أو الأنظمة الهيدروليكية ، أو المحركات الكهربائية الاحتياطية. تضمن هذه الآليات أن العنفات يمكنها العمل بأمان وكفاءة حتى في ظل الرياح القوية ".
توجد بعض الفجوات في طريقة التحكم في زاوية الشفرة في عنفات الرياح، وهذه المشاكل تؤثر على تكلفة إنتاج الطاقة بشكل عام. وفقًا لتقرير يمول من مركز أتكينسون لمستقبل مستدام، يركز العلماء حاليًا على تحسين طريقة التحكم بميل الشفرة بشكل كامل. هذا يعني أنهم يحاولون إيجاد طرق لتعديل زاوية الشفرة بشكل دقيق لتحسين أداء العنفات التجارية.
تمت دراسة تحسين طريقة التحكم في ميل الشفرة بواسطة المحاكاة، حيث يتم إنشاء نماذج افتراضية للشفرات والبرج ونظام الدفع. وقد تبين أن تحسين طريقة التحكم في ميل الشفرة يمكن أن يقلل من تحميل العنفات ويزيد من كفاءتها في جمع الطاقة. ومع ذلك، لا يزال هناك حاجة إلى مزيد من البحث لتحقيق أقصى استفادة من جمع الطاقة وتقليل أحمال التعب على العنفات.
على سبيل المثال، التحكم في زاوية ميل السلم. إذا كانت السلمة مائلة بزاوية مناسبة، يمكننا أن نصعد السلم بسهولة ونتحرك بسرعة. ولكن إذا كانت السلمة غير مائلة بشكل صحيح، فقد يكون من الصعب أو المتعب صعود السلمة.
لذا، يعمل العلماء على تحسين طريقة التحكم في زاوية الشفرة للعنفات، بحيث تكون الشفرات في الزاوية المثلى لجمع أكبر كمية من الطاقة بأقل قدر من الجهد والتعب. هذا سيساعد في زيادة كفاءة الدواران و بالتالي انتاج طاقة أكثر.
عند التحدث عن التحكم في زاوية الملعب، يعني ذلك أننا نحاول التحكم في زاوية ميل الشفرات في عنفات الرياح بطريقة معينة. وفي هذا النص، يشرح كيف يتم ذلك باستخدام تقنية معينة.
تستخدم تقنية التحكم المطبقة على زاوية الميل المرجعية مقارنة الطاقة التي يولدها المحرك بالقدرة المقدرة للمحرك عند سرعته المحددة. يتم التحكم في زاوية الملعب باستخدام وحدة تحكم تسمى وحدة التحكم PI. لضبط زاوية الملعب بسرعة كافية، يستخدم المشغل وحدة زمن ثابتة تسمى وحدة تحكم Tservo. هذه الوحدة مدمجة ومحددة مسبقًا.
تظل زاوية الميل المرجعيةفي النص بين 0 درجة و 30 درجة، وتتغير بمعدل 10 درجات في الثانية الواحدة. لنفهم ذلك بشكل أفضل، يمكن مقارنة ذلك بوضعية اليدين عند التحكم في السرعة والقوة عند ركوب الدراجة. إذا كانت اليدين في وضعية صحيحة بزاوية مناسبة، فإننا نتمكن من التحكم في الدراجة بسلاسة وسرعة. ولكن إذا كانت في وضعية غير صحيحة، فقد يكون من الصعب التحكم في الدراجة بشكل جيد.

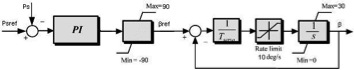
تحكم زاوية الميل المرجعية

كما هو موضح في الشكل على اليمين، يتم مقارنة زاوية الميل المرجعية مع الزاوية الفعلية للميل ومن ثم يتم تصحيح الفرق بواسطة جهاز التحكم. زاوية الميل المرجعية التي تأتي من وحدة التحكم PI تمر عبر جهاز تقييد. تعتبر القيود مهمة للحفاظ على زاوية الميل بشكل حقيقي. يعتبر تقييد معدل التغيير مهمًا بشكل خاص أثناء وقوع أعطال في الشبكة. يعود السبب في أهمية ذلك إلى أن جهاز التحكم يقرر مدى سرعته في تقليل الطاقة الديناميكية لتجنب التسارع خلال وجود أخطاء. 

## ضوابط أخرى

### عزم المولد
تعمل أجهزة عنفات الرياح الحديثة ذات الحجم الكبير بسرعات متغيرة. عندما ينخفض سرعة الرياح أدنى من السرعة المقدرة للعنفة، يتم استخدام عزم المولد للتحكم في سرعة الدوران لاستيعاب أكبر قدر ممكن من الطاقة. يتم استيعاب أكبر قدر من الطاقة عندما يتم الاحتفاظ بنسبة سرعة الطرف عند قيمتها المثلى (عادة 6 أو 7). وهذا يعني أن سرعة الدوران للمروحة تزيد بنسبة متناسبة مع سرعة الرياح. يتحكم الفرق بين عزم الطاقة الديناميكي المستخلص من الشفرات وعزم المولد المطبق في سرعة الدوران. إذا كان عزم المولد أقل، فإن الدوران يتسارع، وإذا كان عزم المولد أعلى، فإن الدوران يتباطأ. عند سرعة الرياح أدنى من السرعة المقدرة، يكون التحكم في عزم المولد نشطًا في حين يتم الاحتفاظ عادة بزاوية الميل الثابتة التي تستيعب أكبر قدر من الطاقة، وهي مائلة بشكل ملائم تجاه الرياح. وعند سرعة الرياح أعلى من السرعة المقدرة، يتم الاحتفاظ عادة بعزم المولد ثابتًا بينما يتم ضبط زاوية الميل وفقًا لذلك.
إذا، أحد الأساليب المستخدمة في التحكم في محرك متزامن مغناطيسي دائم هو ما يسمى بالتحكم الموجه نحو المجال. هذه الاستراتيجية تتضمن جهازي تحكم حاليين، وهما جزء من دائرة التحكم المغلقة. يعملون معًا للتحكم في عزم الدوران للمحرك وسرعته.يستخدم التحكم الموجه إلى المجال جهازي تحكم حاليين ، يشبهان أجهزة الكمبيوتر الصغيرة ، لمراقبة وضبط التيار الكهربائي الداخل إلى المحرك. تعمل وحدات التحكم هذه على التأكد من حصول المحرك على القدر المناسب من الطاقة لتوليد عزم الدوران المطلوب. فكر في عزم الدوران على أنه القوة التي تجعل السيارة تتحرك للأمام أو للخلف. من خلال التحكم في عزم الدوران ، يمكننا التحكم في مدى قوة أو السرعة.
من خلال الجمع بين وحدات التحكم الحالية وجهاز التحكم في السرعة ، يتيح لنا التحكم الموجه نحو المجال التحكم في كل من عزم الدوران وسرعة المحرك. هذا يساعد المحرك على العمل بكفاءة وأداء المهام بدقة.
فسيكون لديك جهاز تحكم في الدوران (الحلقة الداخلية) وجهاز تحكم في السرعة (الحلقة الخارجية).
يقوم جهاز التحكم في الدوران بقياس القوة التي تستخدمها ويقوم بتحويلها إلى عزم دوران مناسب للمحرك. في الوقت نفسه، يعمل جهاز التحكم في السرعة على مراقبة سرعة المولد وضمان أنها تبقى في المدى المطلوب. إذا زادت السرعة عن الحد المحدد، سيقوم جهاز التحكم بتقليل عزم الدوران لتقليل السرعة.
باختصار، تقنية التحكم الموجه نحو المجال تساعد في ضبط سرعة المحرك وعزم الدوران لتحقيق التحكم المثلى في الأداء.

### تحكم ثابت بزاوية عزم الدوران
في استراتيجية التحكم هذه، نحتفظ بالتيار على المحور d عند الصفر، و نجعل لاتجاه التيار على المحور q للحفاظ على زاوية عزم الدوران عند 90 درجة. هذه الاستراتيجية الشائعة للتحكم تتطلب التحكم فقط في التيار المار على المحور q و هو التيار (Iqs ). معادلة عزم الدوران للمولد هي معادلة خطية تعتمد فقط على التيار Iqs.
فلنقم بتحليل هذه الاستراتيجية باستخدام مثال مبسط. تخيل أن لديك مروحة سقف في غرفتك، وتريد تشغيلها بسرعة محددة وأن تعمل بكفاءة. لكي تتحكم في ذلك، يحتاج علماؤك الذكاء لاستراتيجية محددة.
في هذه الاستراتيجية، يكون لديك اثنين من المحاور: المحور d والمحور q. المحور d هو محور الصفر، وهو مثل خط يمر عبر جانب المروحة بشكل افقي. بينما المحور q هو محور عبر المروحة بشكل عمودي. لكي تحافظ على زاوية عزم الدوران في المروحة عند 90 درجة، تحتاج إلى ضبط التيار على المحور q فقط.
إذا قمت بضبط التيار بشكل صحيح على المحور q، ستعمل المروحة بكفاءة عالية وستحقق الأداء المطلوب. ولأن معادلة عزم الدوران للمروحة هي معادلة خطية بسيطة، فإنه يمكننا التحكم فيها بشكل سهل عن طريق ضبط التيار على المحور q.
باختصار، استراتيجية التحكم هذه تساعدنا على ضبط التيار بشكل دقيق على المحور q للحفاظ على زاوية عزم الدوران في المحرك عند 90 درجة، مما يؤدي إلى أداء محسن وكفاءة عالية.
لذلك ، في المعادلة المعطى ، يعرض العزم الكهرومغناطيسي عندما يتم ضبط التيار على المحور d على الصفر باستخدام وحدة تحكم المحور d. و تساوي قيمة التيار المار عبر المحور d تساوي صفرا و بشكل مختصر lds يساوي صفر.
{\displaystyle Te=3/2p(\lambda pmIqs+(Lds-Lqs)IdsIqs)=3/2p\lambda pmIqs}

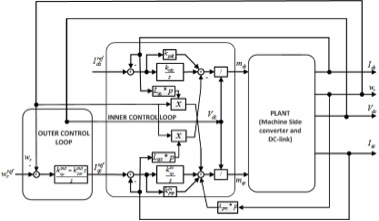
تصميم جهاز التحكم الجانبي

لذلك ، ذكر النظام الكامل للمحول الجانبي وحلقات التحكم ووحدة تحكم PI في الرسم التخطيطي. مدخلات وحدة التحكم هي قيم m ds و m qs التي تتحكم في كيفية عمل محول PWM(تضمين عرض النبضة) المنظم. يوضح مخطط التحكم كيفية التحكم في سرعة عنفات الرياح على جانب الماكينة وفي نفس الوقت يوضح كيف تصبح قيمة I ds صفرًا (مما يؤدي إلى معادلة عزم الدوران الخطي).
دعنا نستخدم مثالاً يساعدنا في فهم هذا المفهوم. تخيل أن لديك مروحة كهربائية وتريد التحكم في سرعتها. تقوم بتوصيل المروحة بوحدة تحكم خاصة تستخدم تقنية تسمى PWM (تضمين عرض النبضة). تتيح لك وحدة التحكم هذه تحديد النسبة المئوية للوقت الذي يجب أن تعمل فيه المروحة بسرعة عالية والنسبة المئوية للوقت الذي يجب أن تعمل فيه بسرعة منخفضة. بناءً على هذه الإشارة ، تعمل المروحة بالسرعة المطلوبة.

### تثاؤب
يتم التحكم في العنفات الكبيرة بشكل فعال لمواجهة اتجاه الرياح المقاس باستخدام دوارة الرياح في الخلف. من خلال تقليل زاوية الانعراج ، يتم زيادة خرج الطاقة وتقليل الأحمال غير المتوازنة. ومع ذلك ، نظرًا لاختلافات اتجاه الرياح ، لا تتبع العنفات الريح بدقة وتعاني من متوسط زاوية انعراج صغيرة. يمكن تقريب خسائر خرج الطاقة بواسطة (cos (زاوية الانعراج)) لأس ثلاثة. عند سرعات الرياح المنخفضة إلى المتوسطة ، يمكن أن يؤدي الانحراف إلى تقليل الإنتاج بشكل كبير ، حيث تصل الانحرافات الشائعة للرياح إلى 30 درجة. عند سرعات الرياح العالية ، يتغير اتجاه الرياح بدرجة أقل ، مما يؤدي إلى تأثير أقل على مخرج الطاقة.

### الكبح الكهربائي

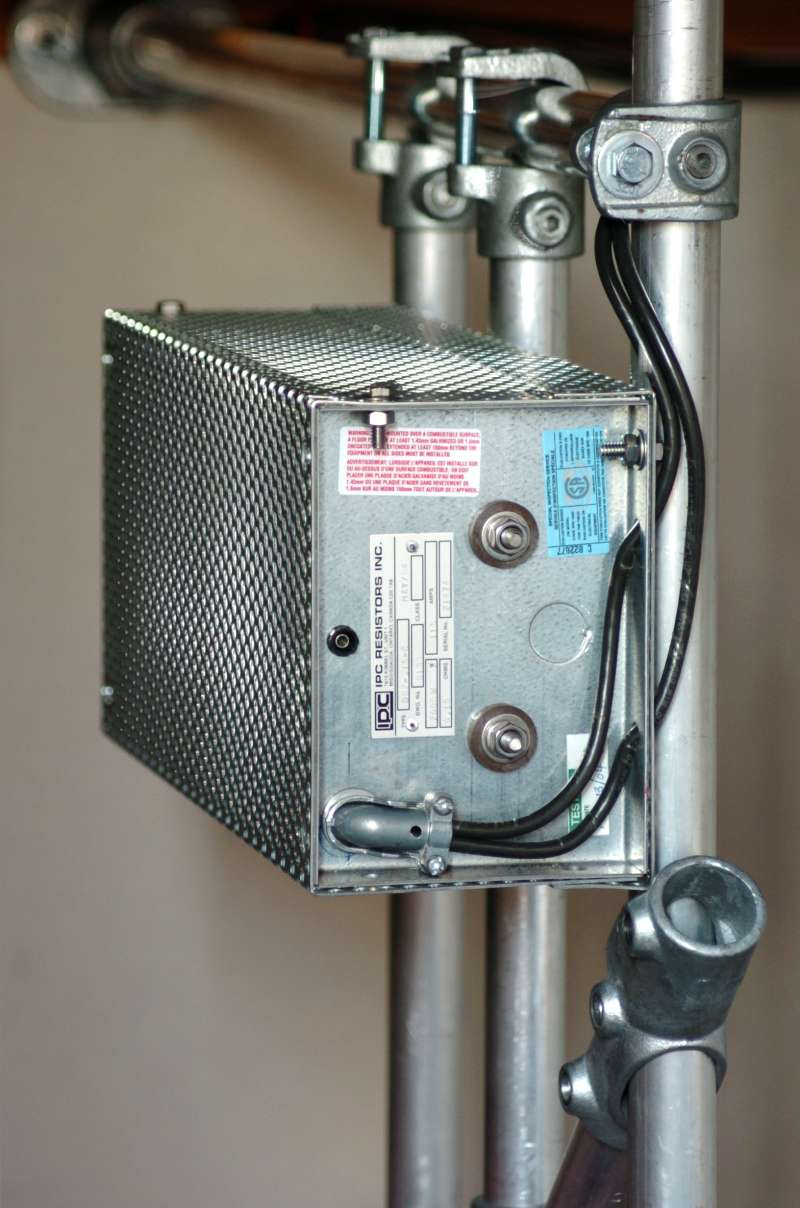
"مقاومة الكبح الديناميكية" المستخدم في عنفات الرياح الصغيرة بقدرة 2 كيلوواط. مقاومة الكبح الديناميكية هي عبارة عن آلية موجودة في العنفة الهوائية تقوم بتباطؤ حركتها وإيقافها تدريجيًا عندما تصبح الرياح قوية جدًا. تعمل هذه المقاومة بشكل مشابه لفرامل السيارة التي تساعد في تخفيف السرعة وإيقافها تدريجيًا عند الحاجة.

عندما يكون الحمل الحركي على المولد منخفضًا جدًا، يمكن استخدام فرملة العنفات الصغيرة لتخفيف الضغط على العنفة وتحويل الطاقة الحركية إلى حرارة. مثل عندما تحتاج إلى توقف مفاجئ. عندما تستخدم الفرملة، تعمل على خفض سرعة وتحويل الحركة إلى حرارة تنتج من احتكاك الفرامل . فرملة العنفات الصغيرة تقوم بنفس العملية، لكنها تستخدم في المولدات والعنفات للحفاظ على سرعتها ضمن الحد الأمني عند انخفاض الحمل الحركي.
يؤدي الكبح الدوري إلى إبطاء الشفرات ، مما يزيد من تأثير التوقف ويقلل الكفاءة. يمكن الحفاظ على الدوران بسرعة آمنة في سرعة الرياح مع الحفاظ على خرج الطاقة (الاسمي). عادة لا يتم تطبيق هذه الطريقة على عنفات الرياح الكبيرة المتصلة بالشبكة.

### الكبح الميكانيكي
فرامل الأسطوانة الميكانيكية أو قرص الفرامل تستخدم لإيقاف دوران العنفة في حالات الطوارئ مثل العواصف الشديدة. يمكن أن تستخدم كوسيلة ثانوية لتثبيت العنفة للصيانة، ولكن الفرامل الكهرومغناطيسية هي الوسيلة الرئيسية. تُستخدم فرامل الأسطوانة الميكانيكية عادةً بعد تخفيض سرعة العنفة باستخدام الشفرة والفرامل الكهرومغناطيسية. إن استخدام الفرامل الميكانيكية بأقصى سرعة يمكن أن يسبب حدوث حريق داخل العنفة. يزداد حمل العنفة عند استخدام الفرامل عند السرعة القصوى المحددة.

## حجم العنفة

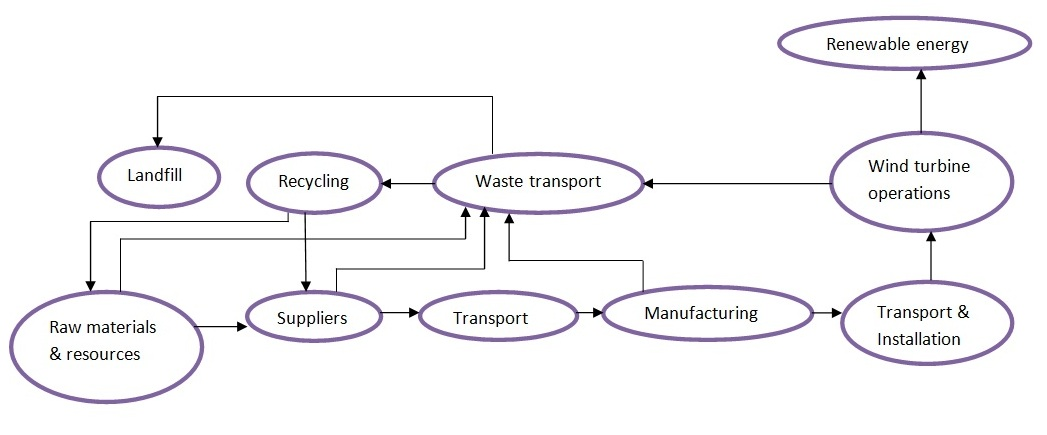
شكل 1. مخطط التدفق لمحطة عنفات الرياح

هناك أنواع مختلفة من العنفات تعتمد على حجمها وقوتها. العنفات الصغيرة تستخدم في المنازل والمزارع، في حين يستخدم العنفات الأكبر في توليد الكهرباء للمجتمعات والمصانع الكبيرة. أكبر عنفة رياح في العالم حالياً هي V236-15.0 ولديها شفرات طويلة ودوار ضخم. في الصين تم الإعلان عن تصميم عنفة أكبر بقوة 16 ميغاواط.  

### مواد الشفرة

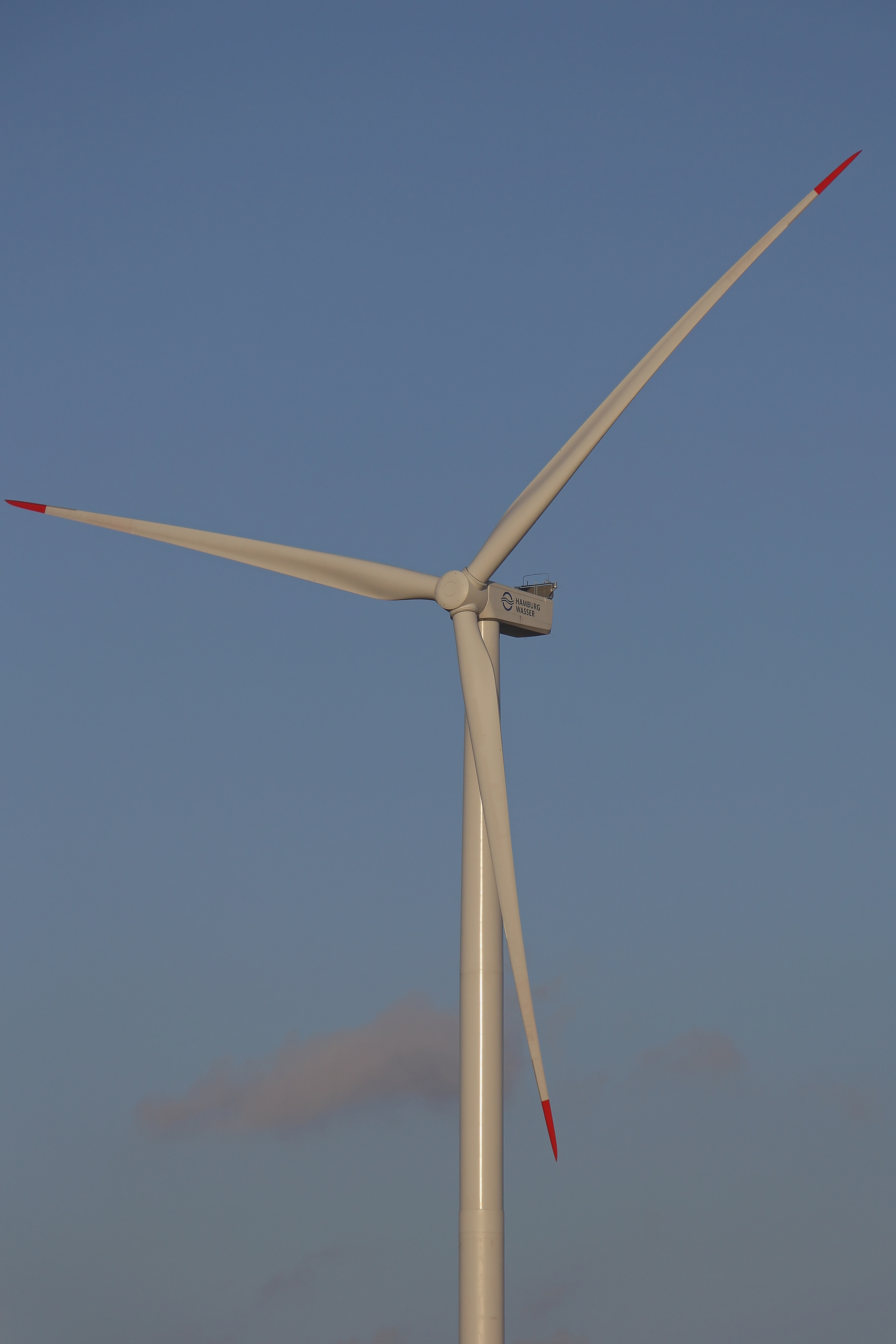
تستخدم العديد من عنفات الرياح الحديثة شفرات دوارة مع عوارض من ألياف الكربون لتقليل الوزن.

بشكل عام ، يجب أن تستوفي المواد المعايير التالية:
- توافر واسع ومعالجة سهلة لتقليل التكلفة والصيانة
- انخفاض الوزن أو الكثافة لتقليل قوى الجاذبية
- قوة عالية لتحمل الرياح وتحميل الجاذبية
- مقاومة عالية للإجهاد لتحمل التحميل الدوري
- صلابة عالية لضمان استقرار الشكل والتوجيه الأمثل للشفرة والتخليص مع البرج
- صلابة عالية الكسر
- القدرة على تحمل التأثيرات البيئية مثل الصواعق والرطوبة ودرجة الحرارة [11]

طواحين الهواء القديمة كانت تستخدم أشرعة خشبية وقماشية في صنع الشفرات. كانت هذه المواد متوفرة ورخيصة وسهلة التصنيع. وبإمكاننا صنع شفرات أصغر باستخدام مواد خفيفة مثل الألومنيوم. ومع ذلك، فإن هذه المواد تتطلب صيانة متكررة. الشفرات الخشبية والقماشية تجعل الشكل العام للشفرة مسطحًا، وهذا يجعلها تسحب الهواء بكفاءة منخفضة نسبيًا مقارنة بالشفرات الصلبة. أما الشفرات الصلبة فتحتاج إلى مواد غير مرنة مثل المعادن أو المواد المركبة للبناء. وبعض الشفرات تحتوي على موصلات للبرق.
زيادة طول الشفرة في طواحين الهواء يؤدي إلى زيادة إنتاج الطاقة. عندما تكون الشفرة أطول، فإنها تمتد لتغطي مساحة أكبر في الهواء. هذا يسمح بالحصول على سرعة أكبر للهواء على طول الشفرة، وبالتالي زيادة إنتاج الطاقة. يمكن استخدام برامج محسِّنة مثل HyperSizer و التي تستعمل في تصميم مركبات خارج الغلاف الجوي للأرض لتحسين تصميم الشفرة وجعلها أكثر كفاءة في توليد الطاقة. يمكن أن نتخيل ذلك كأننا نضيف قطعة أطول إلى مروحة، حيث تلتقط المروحة كمية أكبر من الهواء وتدفعه لتوليد الطاقة بشكل أفضل.  
اعتبارًا من عام 2015 ، بلغ قطر الدوار لريش عنفات الرياح البرية 130 مترًا ،  بينما وصل قطر العنفات البحرية إلى 170 مترًا.  في عام 2001 ، تم استخدام ما يقدر بنحو 50 مليون كيلوغرام من صفائح الألياف الزجاجية في شفرات عنفات الرياح. 
السيطرة على وزن الشفرة أمر مهم لأنه يؤثر على كيفية عمل الطاحونة وقدرتها على توليد الطاقة.
في الواقع، يجب أن يكون لدينا توازن بين وزن الشفرة ونصف قطر العنفة. إذا كانت الشفرة ثقيلة جدًا بالنسبة لحجم العنفة، فإن الجاذبية ستؤثر على أداء الطاحونة. قد يكون من الصعب على العنفة أن يتحرك بحرية ويدور بسرعة كافية لتوليد الطاقة المطلوبة.
ر. عندما نتحدث عن أحمال الجاذبية في طواحين الهواء، نعني القوى التي تؤثر على العنفات بسبب وجود وزنها وحركتها. هناك ثلاثة أنواع رئيسية من أحمال الجاذبية التي تؤثر على العنفات.
الأحمال المحورية هي القوة التي تعمل على الدوران الأفقي للعنفة، مما يعني الدوران حول محورها المركزي. يمكننا أن نتخيل ذلك كأننا نحاول تدوير كرة على عصا من وسطها. القوة التي نشعر بها عندما نحاول تدوير الكرة هي الأحمال المحورية.
أما الشد / الضغط (أعلى / أسفل الدوران) فهي القوة التي تعمل على سطح العنفة من الأعلى والأسفل، وتؤثر على الحركة الرأسية للعنفة. هذا يمكن تصوره كأننا نضغط على رأس عنفة لأسفل أو نشدّها من الأعلى.
أما الانحناء (المواضع الجانبية) فهو القوة التي تعمل على الجوانب الجانبية للعنفة، وتؤثر على الانحناء والاستدارة الجانبية للعنفة.
هذه الأحمال تتغير بشكل دوري مع دوران العنفة، وتتكرر كل 180 درجة من الدوران. وتأتي الرياح وتؤثر على شفرات العنفة حوالي 10^9 دورات في حياة التصميم التقريبية للعنفة التي تبلغ حوالي 20 عامًا
عندما نتحدث عن الرياح وتأثيرها على شفرة العنفة، نرى أن الرياح تسبب أحمال إضافية على الشفرة. هناك نوعان رئيسيان من هذه الأحمال: الرفع والانحناء.
عندما تضرب الرياح الشفرة، تحدث قوة الرفع التي تسبب انحناء الشفرة بعيدًا عن مستوى دورانها المعتاد. يمكننا أن نتخيل ذلك مثل الورقة الورقة الخفيفة التي تحاول أن تطير عندما تهب الهواء عليها بسرعة.
أما تدفق الهواء حول الشفرة فيسبب انحناءًا حادًا في مستوى دوران الشفرة نفسه. هذا يشبه الرياح القوية التي تضرب شجرة وتجعل أغصانها تتحرك بشدة.
عندما تنحني الشفرة، يحدث شد على الجانب المواجه للرياح وضغط على الجانب الآخر. يمكن أن نتخيل ذلك مثل الشد الذي نشعر به عندما نواجه الرياح، والضغط الذي نشعر به عندما نكون في الداخل وراء حائط يحمينا من الرياح.
أحد أنواع الانحناء يسمى "ثني Edgewise" ويحدث عندما يكون هناك شد على الحافة الأمامية للشفرة وضغط على الحافة الخلفية.
عندما نتحدث عن أحمال الرياح، فإننا نقصد القوة التي تسببها الرياح على شفرة العنفة. هذه القوة تختلف بشكل دوري بسبب تغير سرعة الرياح وتوزيعها على طول الشفرة.
عندما يكون لدينا تغير في سرعة الرياح، قد تكون هناك أماكن في الدوران حيث تكون الرياح أسرع. قد تلاحظ أنه عندما تكون في الجزء العلوي من الدوران، تشعر بسرعة أكبر ويكون الدوران أشد وهذا يشبه قص الرياح، حيث تكون سرعات الرياح أعلى في الجزء العلوي من الدوران لشفرة العنفة.
يعد الفشل في التحميل النهائي لشفرات عنفات الرياح الدوارة المعرضة للرياح وتحميل الجاذبية حالة فشل يجب مراعاتها عند تصميم ريش الدوار. تُظهر سرعة الرياح التي تسبب ثني ريش الدوار تباينًا طبيعيًا ، وكذلك استجابة الإجهاد في ريش الدوار. كما أن مقاومة ريش الدوار ، من حيث قوة شدها ، تُظهر تغيرًا طبيعيًا.  مع زيادة حجم إنتاج عنفات الرياح، يصبح فشل الشفرات أمرًا مهمًا عند تقييم مخاطر السلامة. الفشل الأكثر شيوعًا هو فقدان الشفرة أو جزء منها. يجب أن يتم أخذ هذا في الاعتبار أثناء تصميم العنفات لضمان سلامتها وعملها الجيد. 
لذلك يبحث المختصون عن مواد فعالة من حيث التكلفة مع نسب قوة إلى كتلة أعلى. 

#### بوليمر
تُصنع معظم شفرات عنفات الرياح التجارية من مواد مركبة تسمى البوليمرات المقواة بالألياف. هذه المواد هي مزيج من مادة قوية تسمى المصفوفة وألياف طويلة تسمى الألياف البوليمرية.
لنتخيل أن شفرة العنفة هي مثل عصا طويلة وقوية. الألياف البوليمرية هي مثل الأسلاك الطويلة الملتوية داخل العصا. هذه الألياف تعطي الشفرة صلابة وقوة تجعلها تستطيع التحمل وتحمل القوات التي تتعرض لها.
أما المصفوفة، فهي مثل المادة التي تحيط بالألياف وتثبتها. هذه المادة تعطي الشفرة قوة إضافية وتساعدها على تحمل القوى التي تتأثر بها، مثل الكسر والتحميل والقوى التي تعمل في اتجاهات مختلفة. هذا يجعلها قوية ومتينة، مما يساعدها على تحمل القوى الناتجة عن الرياح وتعمل بشكل فعال لتوليد الطاقة.  تعتبر مؤشرات المواد القائمة على تعظيم كفاءة الطاقة ، وصلابة عالية للكسر ، ومقاومة التعب ، والاستقرار الحراري هي الأعلى بالنسبة للبلاستيك المقوى بالزجاج وألياف الكربون (GFRPs و CFRPs). 

في ريش العنفات ، يتم استخدام المصفوفات مثل المواد الحرارية أو اللدائن الحرارية ؛ اعتبارًا من عام 2017 ، أصبحت المواد الحرارية أكثر شيوعًا.  هذه تسمح للألياف أن ترتبط ببعضها البعض وتضيف صلابة. تشكل المواد الحرارية 80٪ من السوق  ، نظرًا لأنهما يتمتعان بلزوجة أقل ، ويسمحان أيضًا بمعالجة درجات الحرارة المنخفضة ، تساهم كلتا الميزتين في سهولة المعالجة أثناء التصنيع. توفر اللدائن الحرارية إمكانية إعادة التدوير التي لا توفرها المواد الحرارية ، ولكن درجة حرارة معالجتها ولزوجتها أعلى بكثير ، مما يحد من حجم المنتج وتماسكه ، وكلاهما مهم للشفرات الكبيرة. تكون صلابة الكسر أعلى بالنسبة للبلاستيك الحراري. 
يتم تقوية هذه الشفرات بالألياف الزجاجية ، وهي نوع من المواد المركبة المصنوعة من الألياف الزجاجية وراتنج البوليمر.
راتينج البوليمر المستخدم في هذه الشفرات هو الايبوكسي ، وهو نوع من البوليمر المتصلد بالحرارة المعروف بقوته ومتانته ومقاومته للتآكل والمواد الكيميائية.
يعد استخدام شفرات الإيبوكسي المقواة بالألياف الزجاجية في توربينات الرياح أمرًا شائعًا لأنها خفيفة الوزن وقوية ويمكنها تحمل الظروف البيئية القاسية لمزارع الرياح.
يبلغ حجم الشفرات في طراز سيمنز SWT-2.3-101 49 مترًا ، وهو حجم كبير جدًا مقارنة بالمحطة الكهربائية الموجودة خلفها في مزرعة وولف آيلاند للرياح.
عند تصنيع شفرات عنفات الرياح التي يبلغ طولها حوالي 40 إلى 50 مترًا، يتم استخدام تقنيات مركبة من الألياف الزجاجية. هناك عدة طرق مختلفة يستخدمها الشركات المصنعة مثل Nordex SE و GE Wind، واحدة منها هي عملية التسريب.
تختلف الشركات المصنعة الأخرى في تقنياتها، فبعضها تستخدم الألياف الزجاجية بالتعاون مع المواد الكربونية أو الخشبية والمصفوفة المصنوعة من الإيبوكسي. هناك أيضًا خيارات أخرى مثل الألياف الزجاجية المشبعة مسبقًا وعملية القولبة بنقل الراتينج بمساعدة التفريغ.
كل هذه الخيارات تستخدم مواد مركبة تحتوي على بوليمرات معززة بالألياف الزجاجية والتي تصنع بدرجات تعقيد مختلفة.
من المشاكل الشائعة في عمليات التصنيع الرطبة التي تستخدم قوالب مفتوحة هي انبعاثات المركبات العضوية المتطايرة. المواد المشبعة مسبقًا وتقنيات ضخ الراتينج تساعد في التحكم بتلك الانبعاثات، ولكن هذه العمليات تواجه بعض التحديات في إنتاج الألواح السميكة المطلوبة للأجزاء الهيكلية.
تُواجه عمليات تصنيع شفرات عنفات الرياح التحديات التي تحتاج إلى حلول إضافية. واحدة من هذه التحديات هي تشكيل الألواح السميكة التي تُستخدم في الأجزاء الهيكلية. في الواقع، تحتاج الشفرات إلى أن تكون قوية ومتينة لتتحمل الرياح القوية. لذا، يُبحث باستمرار عن طرق لتحسين عملية التصنيع وتحقيق أداء أفضل.
واحدة من المشاكل الشائعة التي تواجهها عمليات التصنيع هي انبعاث المركبات العضوية المتطايرة أثناء استخدام القوالب المفتوحة. لحل هذه المشكلة، تم تطوير مواد مشبعة مسبقًا وتقنيات ضخ الراتينج. ومع ذلك، لا تزال هناك تحديات في إنتاج الألواح السميكة المطلوبة للأجزاء الهيكلية.
إحدى الحلول المستخدمة لتحسين توزيع الراتينج هي استخدام الألياف الزجاجية المشبعة جزئيًا. أثناء عملية التجفيف، تسمح الألياف الجافة بتدفق الهواء، وعند تطبق الحرارة والضغط على الألياف، يتسرب الراتينج إلى المنطقة الجافة ويتشكل هيكل صفائحي مشرب بالراتينج بشكل متساوٍ. يتمتع استخدام الألياف الزجاجية المشبعة جزئيًا بعدة مزايا، فهي تعزز قوة وصلابة الشفرات وتساعد في توزيع الراتينج بشكل متساوٍ وفعال.
علاوة على ذلك، تُعد الألياف الزجاجية خفيفة الوزن ومقاومة للتآكل، مما يجعلها مادة مثالية لتصنيع شفرات عنفات الرياح. فضلاً عن ذلك، تمتاز الألياف الزجاجية بقدرتها على تحمل الظروف الجوية القاسية، مثل التغيرات الحرارية والتعرض للأشعة فوق البنفسجية.
بالإضافة إلى استخدام الألياف الزجاجية، يعتبر التصميم الهيكلي للشفرات أيضًا جوانباً هامة في تحقيق الأداء المثلى. يجب أن يتم تصميم الشفرات بعناية لتحقيق توازن مثالي بين القوة والوزن، وتوجيه تدفق الهواء بشكل فعال لزيادة كفاءة الطاقة. 

## بناء
مع تزايد استخدام عنفات الرياح ، كان هناك ارتفاع في عدد الشركات التي تساعد في تخطيط وبناء هذه العنفات. في معظم الحالات ، يتم شحن أجزاء العنفة عن طريق البحر أو السكك الحديدية ثم يتم نقلها بالشاحنات إلى موقع التركيب. نظرًا لأن المكونات كبيرة جدًا ، تحتاج الشركات عادةً إلى الحصول على تصاريح النقل والتأكد من خلو مسار الشاحنة من العوائق المحتملة مثل الجسور والطرق الضيقة.
للتأكد من سير النقل بسلاسة ، ستستكشف الفرق المعروفة باسم "فرق الاستطلاع" الطريق لمدة تصل إلى عام مقدمًا. يقومون بتحديد أي مناطق بها مشاكل ، وإزالة الأشجار ، ونقل أعمدة الكهرباء. مع استمرار زيادة حجم ريش عنفات الرياح ، في بعض الأحيان تكون هناك حاجة إلى خطط لوجستية جديدة تمامًا لأن الطرق السابقة قد لا تستوعب ريش أكبر.
تم تصميم مركبات متخصصة تسمى مقطورات Schnabel خصيصًا لتحميل ونقل أقسام العنفات. يمكن تحميل أقسام البرج بدون رافعة ، والنهاية الخلفية للمقطورة قابلة للتوجيه ، مما يسهل المناورة. يحتاج سائقو هذه الشاحنات إلى تدريب خاص لتشغيلها بأمان وفعالية.
بعبارات أبسط ، عندما تحتاج الشركات إلى نقل أجزاء عنفات الرياح إلى موقع التثبيت ، فإنها تواجه تحديات لأن الأجزاء كبيرة جدًا. يجب عليهم تخطيط المسار بعناية ، والتأكد من خلوه من العقبات. للقيام بذلك ، تمضي فرق الاستطلاع إلى الأمام والتحقق من المسار ، وإزالة أي أشجار أو تحريك الأشياء التي قد تكون في الطريق. مع زيادة حجم ريش عنفات الرياح ، قد يحتاجون إلى إيجاد طرق جديدة. هناك شاحنات خاصة تسمى مقطورات Schnabel يمكنها تحميل ونقل أجزاء العنفات هذه. يحتاج سائقي هذه الشاحنات إلى تدريب خاص لتشغيلها بشكل صحيح. 

### الأساسات

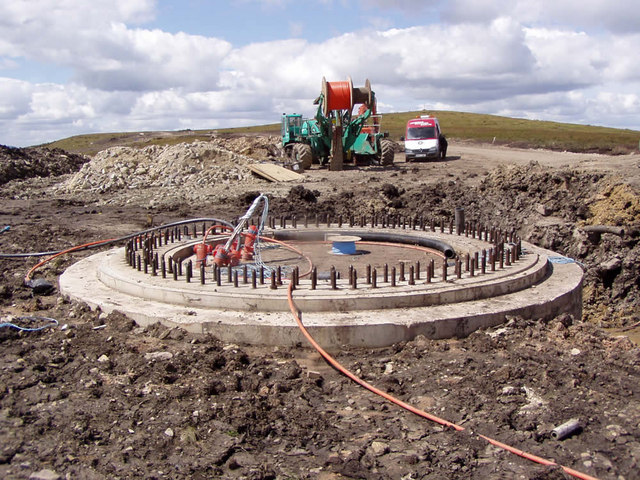
أساس عنفات الرياح

تعتبر عنفات الرياح ، بطبيعتها ، هياكل طويلة جدًا ونحيلة ،  يمكن أن يسبب هذا العديد من المشاكل عند النظر في التصميم الهيكلي للأساسات. تم تصميم الأسس الهندسية التقليدية بشكل أساسي لنقل الأحمال الرأسية (الوزن الثابت) إلى الأرض ، مما يسمح بترتيبات بسيطة نسبيًا. ومع ذلك ، في حالة عنفات الرياح ، فإن قوة الرياح التي تتفاعل مع الدوار الموجود أعلى البرج تخلق لحظة انقلاب قوية. ينتج عن نظام التحميل هذا تطبيق أحمال كبيرة على أسس عنفات الرياح. نتيجة لذلك ، يجب إيلاء اهتمام كبير عند تصميم الأسس لضمان قدرتها على مقاومة قوة الانقلاب هذه.
ببساطة ، عندما نفكر في كيفية بناء عنفات الرياح ، نحتاج إلى النظر في الأسس التي تدعمها. تم وضع الأسس التقليدية للتعامل مع ثقل الهياكل المتدفقة مباشرة إلى الأرض. ولكن مع عنفات الرياح ، فإن قوة الرياح التي تدفع الجزء الدوار في الأعلى تخلق قوة إمالة قوية. هذا يعني أن الأساسات يجب أن تُصمم بعناية شديدة للتأكد من أنها تستطيع التعامل مع هذه القوة والحفاظ على ثبات العنفة. 
أحد الأسس الأكثر شيوعًا لعنفات الرياح البحرية هو نظام monopile. إنه يشبه أنبوب فولاذي كبير يتم دفعه في أعماق قاع البحر ، وعادة ما يكون قطره حوالي 5 إلى 6 أضعاف قطره. توفر التربة والاحتكاك بين الركيزة والتربة الدعم الهيكلي الضروري لعنفات الرياح. عند بناء أبراج على الشواطئ و للتأكد من أنها قوية ولا تنهار ، تحفر حفرة عميقة في الرمال قرب الشواطئ ويدفع أنبوبًا كبيرًا بداخلها. يتوغل الأنبوب في عمق الرمال ، مما يوفر أساسًا مستقرًا. وبطريقة مماثلة ، فإن الأساس الأحادي لعنفات الرياح البحرية يشبه ذلك الأنبوب البلاستيكي. فهو أنبوب فولاذي كبير يتم دفعه في أعماق قاع البحر لدعم وزن عنفات الرياح وإبقائها ثابتة في مواجهة الرياح والأمواج القوية. تعمل التربة والاحتكاك بين الكومة وقاع البحر معًا لتثبيت العنفة في مكانه والتأكد من بقائه في وضع مستقيم. 
أكثر أنواع الأساس شيوعًا لعنفات الرياح الأرضية هو أساس الجاذبية. تستخدم كتلة كبيرة من الخرسانة منتشرة على مساحة واسعة لمقاومة أحمال العنفات.
فإن أساس الجاذبية لعنفات الرياح يشبه اللوح الخرساني. إنها كتلة كبيرة من الخرسانة تنتشر على الأرض لتكوين قاعدة عريضة وثقيلة للعنفة. هذا يساعد العنفة على البقاء مستقرًا وآمنًا ، حتى عندما يواجه رياحًا قوية. حجم ونوع عنفات الرياح وظروف الرياح وظروف التربة في الموقع كلها عوامل مهمة يأخذها المهندسون في الاعتبار عند تصميم الأساس.  الركائز سابقة الإجهاد ومراسي الصخور هي طرق مختلفة لبناء أسس الهياكل ، مثل المباني أو الجسور ، التي تتطلب قدرًا أقل من الخرسانة والصلب مقارنة بالطرق التقليدية.
تعمل مراسي الصخور بطريقة . بدلاً من استخدام الكثير من الخرسانة ، يمكن حفر ثقوب عميقة في الصخور الصلبة ووضع قضبان أو كابلات معدنية قوية بالداخل. يتم بعد ذلك شد هذه القضبان أو الكابلات ، مما يعني أنها يتم سحبها بإحكام لإنشاء اتصال قوي بين الصخر والهيكل أعلاه. هذا يساعد على توزيع الحمل ويوفر الاستقرار.
لذلك ، فإن كل من الركائز سابقة الإجهاد ومراسي الصخور هي تقنيات ذكية تسمح للمهندسين باستخدام كمية أقل من الخرسانة مع ضمان أن الأساس قوي وموثوق. يستخدمون التوتر وقوة المواد مثل الحبل أو المعدن لتوفير دعم إضافي واستقرار للهياكل. 

## التكاليف

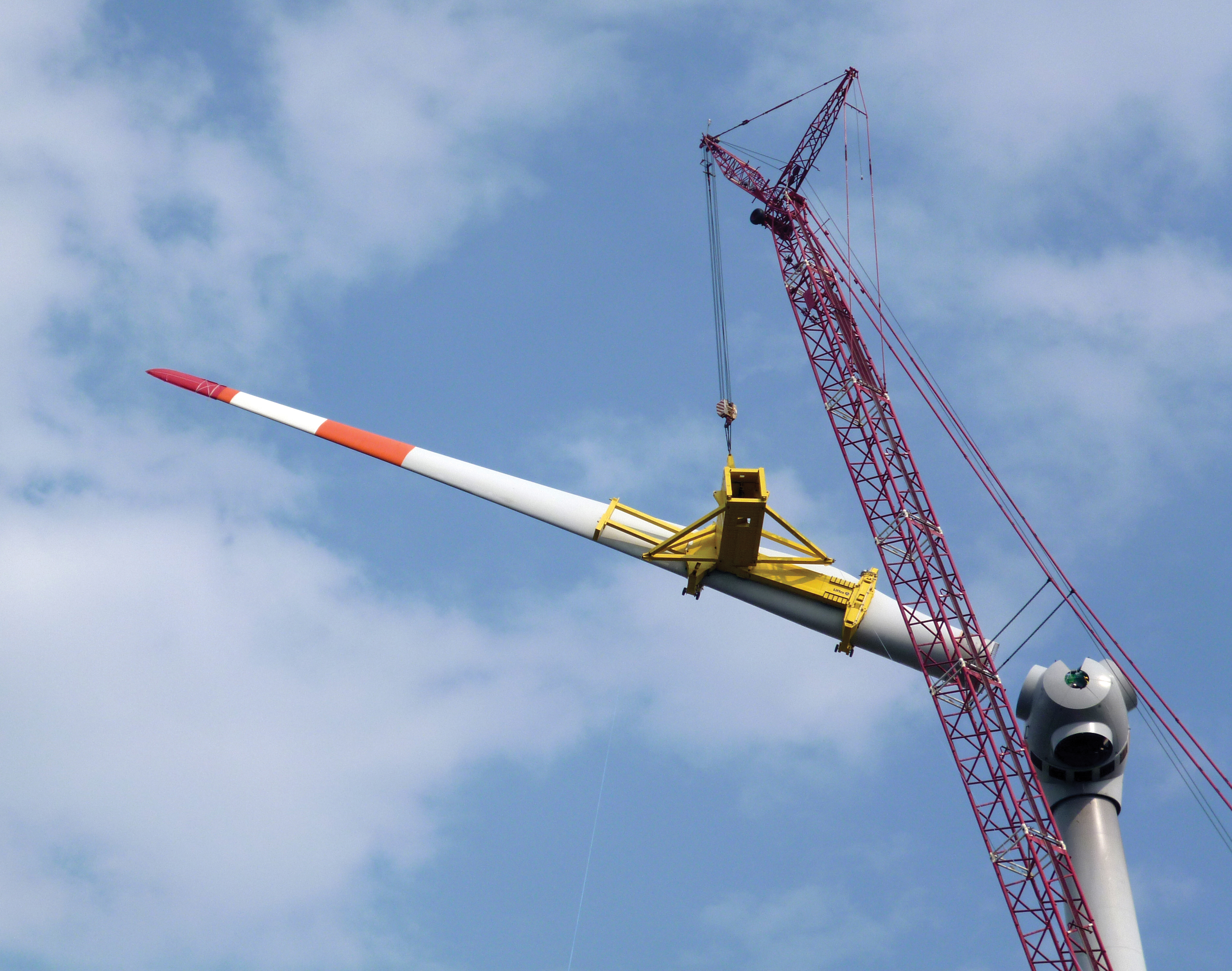
Liftra Blade Dragon عبارة عن آلة خاصة تساعد في تركيب شفرة واحدة لعنفات الرياح ، مع التأكد من وضعها بشكل صحيح على محور العنفة.

عنفات الرياح هي نظام معقد ومتكامل. تشكل العناصر الهيكلية غالبية الوزن والتكلفة. يجب أن تكون جميع أجزاء الهيكل غير مكلفة وخفيفة الوزن ومتينة وقابلة للتصنيع وأن تتحمل ظروف الحمل المتغيرة والبيئية. تتطلب أنظمة العنفات ذات الأعطال الأقل  صيانة أقل وأخف وزنًا وتدوم لفترة أطول ، مما يقلل التكاليف.
تنقسم الأجزاء الرئيسية للعنفة إلى: برج 22٪ ، شفرات18٪ ، علبة تروس 14٪ ، مولد 8٪.  
تحتوي مواصفات تصميم العنفات على منحنى طاقة وضمان التوافرية . يفيد تقييم موارد الرياح في حساب الجدوى التجارية.  نطاق درجة حرارة التشغيل النموذجي من −20 إلى 40 °م (−4 إلى 104 °ف) . في المناطق ذات المناخ المتطرف (مثل منغوليا الداخلية أو راجاستان ) ، يلزم وجود إصدارات خاصة بالمناخ.
يمكن تصميم عنفات الرياح والتحقق من صحتها وفقًا لمعايير IEC 61400 . 
RDS-PP (نظام التعيين المرجعي لمحطات الطاقة) هو نظام موحد يستخدم في جميع أنحاء العالم لإنشاء تسلسل هرمي منظم لمكونات عنفات الرياح. هذا يسهل صيانة العنفات وتكاليف التشغيل ، ويستخدم خلال جميع مراحل إنشاء العنفات. 

## أنظر أيضا
- آلة كهربائية ذات جرح مزدوج تغذيها بشكل مضاعف
- عنفات الرياح العائمة
- عنفات الرياح ذات المحور الرأسي
- الديناميكا الهوائية لعنفات الرياح
- النحاس في الطاقة المتجددة ، قسم الرياح
- عنفات الرياح غير التقليدية

## روابط خارجية
- عنفات الرياح البحرية - تركيب وتشغيل العنفات
- قسم الطاقة - كفاءة الطاقة والطاقة المتجددة
- RenewableUK - مرجع طاقة الرياح والأسئلة الشائعة
- كيف يتم صنع عنفات الرياح